# املین رودریک
املین رودریک (انگلیسی: Emlyn Rhoderick; ۲۹ سپتامبر ۱۹۲۰ – ۲۴ مارس ۲۰۰۷) فیزیک‌دان اهل بریتانیا بود.
وی همچنین برندهٔ جوایزی همچون برنامه فولبرایت شده‌است.